# Just Neighbors
Just Neighbors er en amerikansk stumfilm fra 1919 af Frank Terry og Harold Lloyd.

## Medvirkende
- Harold Lloyd
- Snub Pollard
- Bebe Daniels
- Marie Benson
- Sammy Brooks